# 阿克代佩
阿克代佩，1993年前称为列宁斯克（羅馬化：Leninsk），是土庫曼斯坦北部達什奧古茲州的城市，距離州府达什奥古兹54公里，毗鄰與烏茲別克接壤的邊境，海拔高度75米，2012年人口16,513。